# 凱旋老虎955i

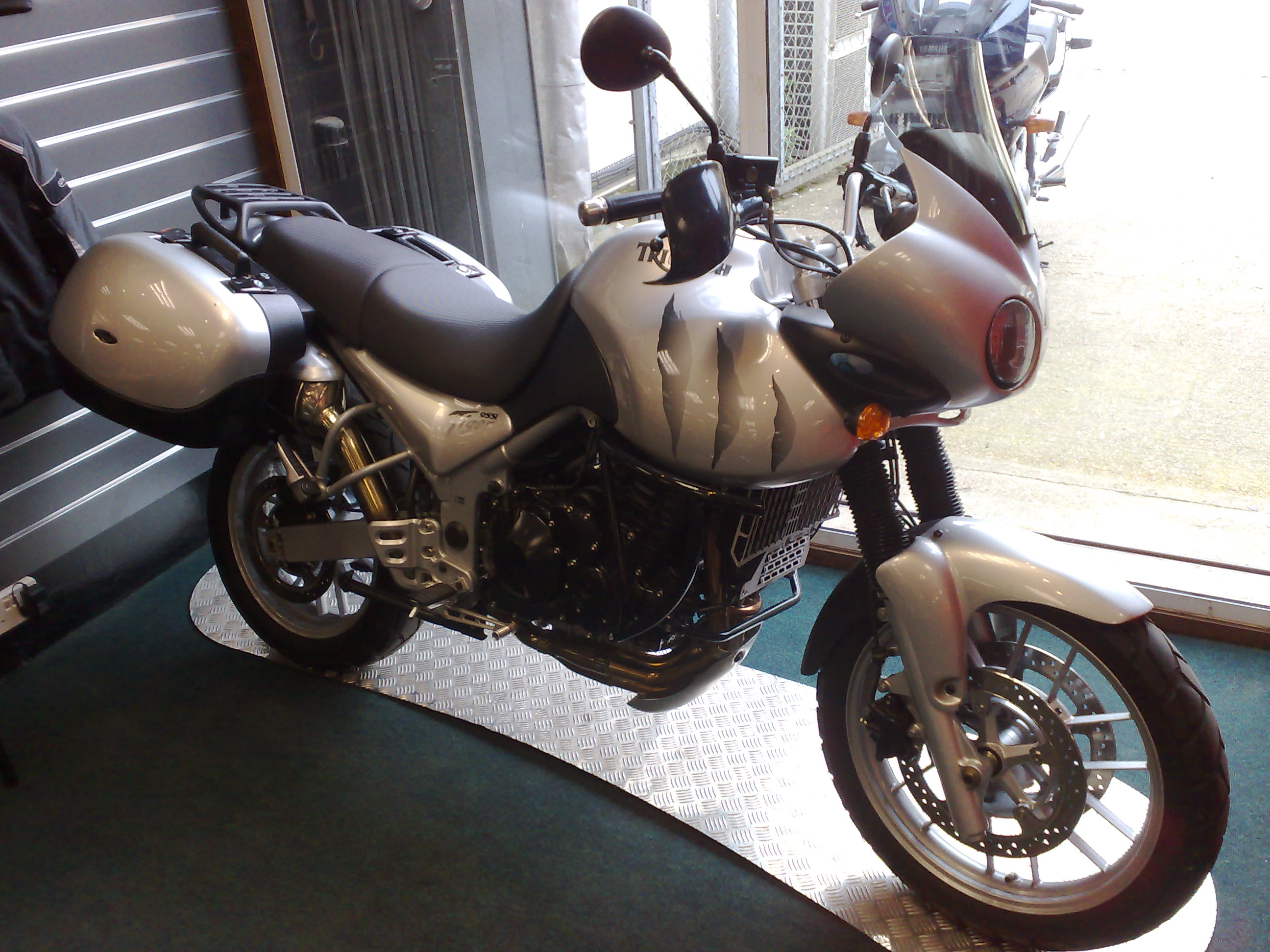

凱旋老虎955i重型機車（Triumph Tiger 955i）是由英國凱旋機車於2001年至2006年間所生產的越野巡航重型機車。本款車已於2007年進行新改款為凱旋老虎1050。

## 駕乘特性
由於設定為越野車種，因此老虎955i重型機車較其他車種為高。儘管坐墊高度為84公分，事實上可以因應車主身高進行三段調整再加高，然而會造成身高低於175以下的車主在騎乘時會有較高的操作困難度。
老虎955i重型機車的前方透明風擋較BMW R1150GS以及Suzuki DL1000 V-Strom不同之處在於為固定不可調整，不過依舊享有良好的風阻效應，其類似海嘯波浪狀的設計能將空氣在行進間導向車主頭部上方，有效減少車主頭部正面的風壓；同樣在下雨時也能略減少車主前方雨水量，提供較清晰的視野。
雖然老虎955i重型機車在加滿燃油之後重達將進230kg，但是不無損其靈活的特性，加上較窄的中高牛角手把的設計，如果沒有加掛側箱，於都會區車陣中往往遊刃有餘，來去自如。然而其車重也並非全越野的保證，一方面老虎955i重型機車較偏向道路設定，其懸吊設定可承受路面崎嶇部分而非崎嶇地形。
另外在其他安全性的設計上，老虎955i重型機車側腳架具有「防呆」設定，亦及在空檔運轉中的車主如果未將左側腳架收除而打入一檔，引擎會自動停止熄火，以免車主因為惰性或者健忘於騎乘中而發生不幸意外。由於車身高度較高的緣故，因此老虎955i重型機車對於側風的敏感度相當高，同樣對於騎乘的安全性也構成嚴重威脅。

## 引擎特性
老虎955i重型機車採用直立3氣缸並列設計，兼顧低速扭力輸出與高速平順運轉的效果；其引擎電腦監控設定將扭力峰值設定4400rpm，因此如果在機車起動前進時，右手重催油門到6000rpm左右，全車的震動就會因為檔比的關係就會非常明顯。也因為扭力峰值設定較低的關係，老虎955i重型機車較其他車種在燃油消耗率上顯得相當經濟。
原則上老虎955i重型機車的馬力要到9500rpm才會達到最高峰值，不過當老虎955i重型機車達到時速195km/h的時候其實引擎轉速才突破8000rpm，可見老虎955i重型機車的實力還需要車主更大的膽量才發揮的出來。原則上老虎955i重型機車應使用高辛烷值的燃油，不過在台灣地區95無鉛汽油也可以接受使用。原廠的售後保固（warranty）期限為2年，里程不限；但是世界各地的經銷商標準不一，因此自2006年起銷售的老虎955i重型機車於2008年後將不再享有保固。至於大保養期限為每6000英里或車齡滿一年整，車齡未滿一年但是里程數已滿6000英里者得回廠進行檢修與保養。

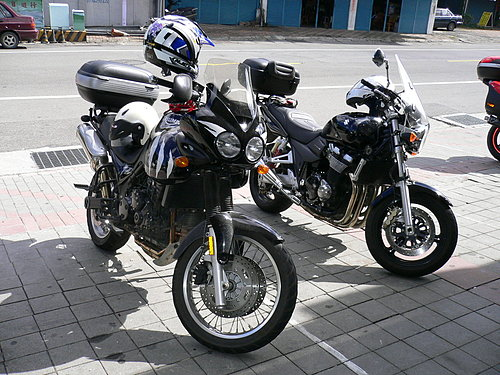
左側為Tiger 955i，右側為GSX 1400重型機車。

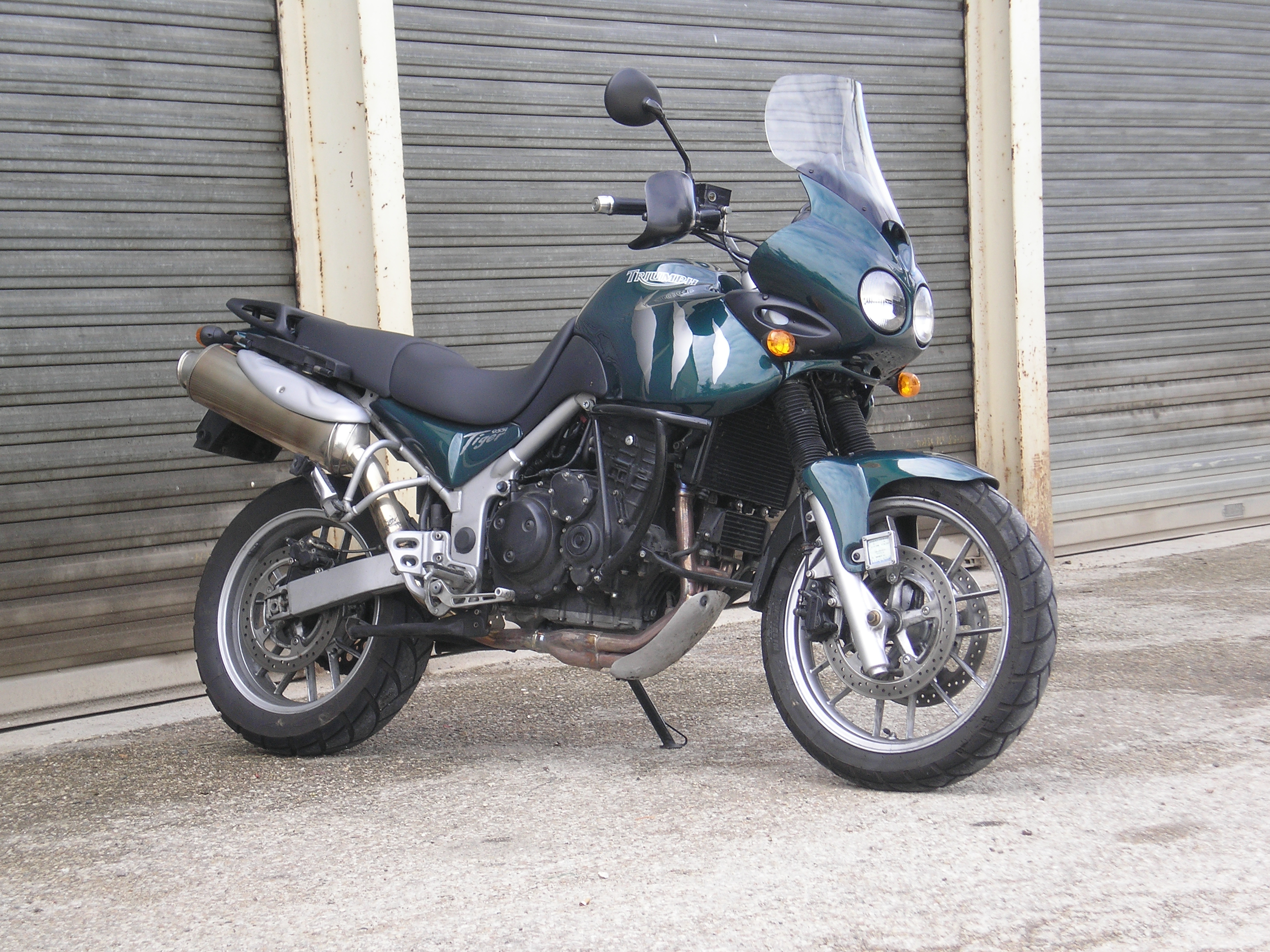
Tiger 955i

## 規格
- 名稱：凱旋老虎955i重型機車（Triumph Tiger 955i）；又稱為凱旋老虎（Triumph Tiger）
- 製造商：凱旋機車
- 生產年份：2001年～2006年
- 繼承車款：Triumph Tiger 885
- 後繼車款：凱旋“老虎”1050重型機車（英语：Triumph Tiger 1050）
- 機車分類：重型巡航 / 越野機車
- 引擎規格：排氣量955cc，DOHC4行程並列3缸電子噴射液冷引擎。
- 缸徑/行程比（Bore/Stroke）：79.0 x 65.0 mm (3.1 x 2.6 inches)。
- 壓縮比（Compression Ratio）：11.65：1。
- 最大馬力值：105PS (104bhp/78kW) at 9,500 rpm（Measured to DIN 70020）
- 最大扭力值：92Nm ( 67ft .lbf) at 4,400 rpm（Measured to DIN 70020）
- 輪胎規格（寬度/扁平比/內徑）：前輪為110mm/80mm-R19，後淪為150mm/70mm-R17。
- 懸吊避震系統：前輪為直徑43mm雙倒立式三重簧圈油壓避震叉，後臂震器為單枝遠端調整式垂直螺旋簧/油壓臂震桿。
- 煞車：前輪為直徑310mm雙碟煞，單組雙活塞卡鉗；後輪為直徑285mm單碟煞，單組雙活塞卡鉗。
- 前輪圈：36條幅，19 x 2.5in。
- 後輪圈：40調幅，17 x 4.25in。
- 傳動：鏈條；6檔變速。
- 離合器：濕式多板。
- 車身縱長：2175mm ( 85.6in )
- 車把寬度：860mm ( 33.8in )
- 車體風擋高度：1345mm ( 52.9in )
- 坐墊高度（可調）：最低840mm～最高860mm (33.1 -33.8in )
- 前後輪距：1515mm ( 59.6in )
- 乾燥重量：215.0kg。
- 燃油載量：24 liters ( 6.3 gal US )。
- 類似車種：R1150GS（英语：BMW R1150GS），V-Storm（英语：Suzuki DL1000 V-Strom）。
- 顏色：主要為黑、銀、紅、綠、橘、黃等。

## 相關網頁
- 2001 model（页面存档备份，存于）
- 2005 model（页面存档备份，存于）
- Motorcycle News bike review - Triumph Tiger 955i（页面存档备份，存于）